# 43
Il 43 (XLIII in numeri romani) è un anno  del I secolo.

## Eventi

### Gran Bretagna
- L'imperatore Claudio dà il via alla conquista romana della Britannia. Aulo Plauzio guida la spedizione alla testa di 4 legioni (20.000 uomini) e di un eguale numero di truppe ausiliarie sbarcando a Rutupiae (l'odierna Richborough, città costiera del Kent). Sui fiumi Medway e Tamigi sconfigge più volte i Bretoni comandati da Carataco e Togodumno. Aulo Plauzio si ferma quindi sulle rive del Tamigi in attesa dello stesso imperatore Claudio, il quale assume il comando della spedizione e guida l'esercito romano alla conquista di Camulodunum (Colchester). Undici re britannici, probabilmente anche quelli degli Iceni e dei Briganti, si sottomettono al dominio romano senza combattere. Intanto, il futuro imperatore Vespasiano comincia la conquista della parte sud-occidentale dell'isola britannica. I Romani cominciano dunque a costruire insediamenti e forti militari, come quello di Durobrivae (Peterborough), e una prima strada militare che prenderà il nome di Ermine Street (il nome latino è sconosciuto). Sempre in Bretannia i Romani assaltano e conquistano un insediamento di tribù locali nell'odierna regione del Kent, dandogli poi il nome di Durovernum Cantiacorum, che poi diventerà Canterbury, e costruendo un forte romano che proteggesse il passaggio sul fiume Stour.
- Fondazione di Londinium, l'odierna Londra.

### Impero romano
- L'imperatore Claudio fonda nella provincia Pannonia la Colonia Claudia Savariensium, l'odierna Szombathely, città più antica d'Ungheria.
- Fondazione di Rutupiae.
- Annessione della Licia, in Asia minore, permettendo all'Impero romano di avere finalmente il pieno controllo di tutte le coste del Mar Mediterraneo.

### Asia
- Fra le tribù degli Unni settentrionali e meridionali inizia un periodo di scontri bellici.
- Le sorelle Trưng si suicidano dopo che la resistenza anti-cinese fallisce e viene soppressa dal generale Ma Yuan, nel Vietnam settentrionale. Il Vietnam diventa una provincia dell'Impero cinese.
- Vardane I riporta sotto il controllo partico la città di Seleucia sul Tigri.

### Religioni
- Secondo la tradizione copta, Marco evangelista diventa il primo papa di Alessandria: è l'inizio della storia della Chiesa cristiana in Africa.

## Morti
- Giulia Livia, nobildonna romana (n. 4)
- Togodumno, principe britanno

## Calendario
| Calendario 43 | Calendario 43 | Calendario 43 | Calendario 43 | Calendario 43 | Calendario 43 | Calendario 43 | Calendario 43 | Calendario 43 | Calendario 43 | Calendario 43 | Calendario 43 | Calendario 43 | Calendario 43 | Calendario 43 | Calendario 43 | Calendario 43 | Calendario 43 | Calendario 43 | Calendario 43 | Calendario 43 | Calendario 43 | Calendario 43 | Calendario 43 | Calendario 43 | Calendario 43 | Calendario 43 | Calendario 43 | Calendario 43 | Calendario 43 | Calendario 43 | Calendario 43 | Calendario 43 |
| ------------- | ------------- | ------------- | ------------- | ------------- | ------------- | ------------- | ------------- | ------------- | ------------- | ------------- | ------------- | ------------- | ------------- | ------------- | ------------- | ------------- | ------------- | ------------- | ------------- | ------------- | ------------- | ------------- | ------------- | ------------- | ------------- | ------------- | ------------- | ------------- | ------------- | ------------- | ------------- | ------------- |
|               | 1             | 2             | 3             | 4             | 5             | 6             | 7             | 8             | 9             | 10            | 11            | 12            | 13            | 14            | 15            | 16            | 17            | 18            | 19            | 20            | 21            | 22            | 23            | 24            | 25            | 26            | 27            | 28            | 29            | 30            | 31            |               |
| Gennaio       | Ma            | Me            | Gi            | Ve            | Sa            | Do            | Lu            | Ma            | Me            | Gi            | Ve            | Sa            | Do            | Lu            | Ma            | Me            | Gi            | Ve            | Sa            | Do            | Lu            | Ma            | Me            | Gi            | Ve            | Sa            | Do            | Lu            | Ma            | Me            | Gi            |               |
| Febbraio      | Ve            | Sa            | Do            | Lu            | Ma            | Me            | Gi            | Ve            | Sa            | Do            | Lu            | Ma            | Me            | Gi            | Ve            | Sa            | Do            | Lu            | Ma            | Me            | Gi            | Ve            | Sa            | Do            | Lu            | Ma            | Me            | Gi            |               |               |               |               |
| Marzo         | Ve            | Sa            | Do            | Lu            | Ma            | Me            | Gi            | Ve            | Sa            | Do            | Lu            | Ma            | Me            | Gi            | Ve            | Sa            | Do            | Lu            | Ma            | Me            | Gi            | Ve            | Sa            | Do            | Lu            | Ma            | Me            | Gi            | Ve            | Sa            | Do            |               |
| Aprile        | Lu            | Ma            | Me            | Gi            | Ve            | Sa            | Do            | Lu            | Ma            | Me            | Gi            | Ve            | Sa            | Do            | Lu            | Ma            | Me            | Gi            | Ve            | Sa            | Do            | Lu            | Ma            | Me            | Gi            | Ve            | Sa            | Do            | Lu            | Ma            |               |               |
| Maggio        | Me            | Gi            | Ve            | Sa            | Do            | Lu            | Ma            | Me            | Gi            | Ve            | Sa            | Do            | Lu            | Ma            | Me            | Gi            | Ve            | Sa            | Do            | Lu            | Ma            | Me            | Gi            | Ve            | Sa            | Do            | Lu            | Ma            | Me            | Gi            | Ve            |               |
| Giugno        | Sa            | Do            | Lu            | Ma            | Me            | Gi            | Ve            | Sa            | Do            | Lu            | Ma            | Me            | Gi            | Ve            | Sa            | Do            | Lu            | Ma            | Me            | Gi            | Ve            | Sa            | Do            | Lu            | Ma            | Me            | Gi            | Ve            | Sa            | Do            |               |               |
| Luglio        | Lu            | Ma            | Me            | Gi            | Ve            | Sa            | Do            | Lu            | Ma            | Me            | Gi            | Ve            | Sa            | Do            | Lu            | Ma            | Me            | Gi            | Ve            | Sa            | Do            | Lu            | Ma            | Me            | Gi            | Ve            | Sa            | Do            | Lu            | Ma            | Me            |               |
| Agosto        | Gi            | Ve            | Sa            | Do            | Lu            | Ma            | Me            | Gi            | Ve            | Sa            | Do            | Lu            | Ma            | Me            | Gi            | Ve            | Sa            | Do            | Lu            | Ma            | Me            | Gi            | Ve            | Sa            | Do            | Lu            | Ma            | Me            | Gi            | Ve            | Sa            |               |
| Settembre     | Do            | Lu            | Ma            | Me            | Gi            | Ve            | Sa            | Do            | Lu            | Ma            | Me            | Gi            | Ve            | Sa            | Do            | Lu            | Ma            | Me            | Gi            | Ve            | Sa            | Do            | Lu            | Ma            | Me            | Gi            | Ve            | Sa            | Do            | Lu            |               |               |
| Ottobre       | Ma            | Me            | Gi            | Ve            | Sa            | Do            | Lu            | Ma            | Me            | Gi            | Ve            | Sa            | Do            | Lu            | Ma            | Me            | Gi            | Ve            | Sa            | Do            | Lu            | Ma            | Me            | Gi            | Ve            | Sa            | Do            | Lu            | Ma            | Me            | Gi            |               |
| Novembre      | Ve            | Sa            | Do            | Lu            | Ma            | Me            | Gi            | Ve            | Sa            | Do            | Lu            | Ma            | Me            | Gi            | Ve            | Sa            | Do            | Lu            | Ma            | Me            | Gi            | Ve            | Sa            | Do            | Lu            | Ma            | Me            | Gi            | Ve            | Sa            |               |               |
| Dicembre      | Do            | Lu            | Ma            | Me            | Gi            | Ve            | Sa            | Do            | Lu            | Ma            | Me            | Gi            | Ve            | Sa            | Do            | Lu            | Ma            | Me            | Gi            | Ve            | Sa            | Do            | Lu            | Ma            | Me            | Gi            | Ve            | Sa            | Do            | Lu            | Ma            |               |